# Dolichopeza (Megistomastix) polytricha
Dolichopeza (Megistomastix) polytricha is een tweevleugelige uit de familie langpootmuggen (Tipulidae). De soort komt voor in het Neotropisch gebied.